# Ladislaus Pejacsevich
Ladislaus hrabě Pejacsevich z Veröcze (německy Ladislaus Johann Josef Nikolaus Graf Pejacsevich von Veröcze, maďarsky veröczei gróf Pejácsevich László János József Miklós, chorvatsky Ladislav grof Pejačević Virovitički) (14. listopadu 1828 Pešť – 30. ledna 1916 Vídeň) byl rakousko-uherský důstojník a dvořan chorvatského původu. Jako dobrovolník sloužil v rakouské armádě, později zastával vysoké funkce u císařského dvora ve Vídni, v letech 1881–1896 byl nejvyšším hofmistrem arcivévody Karla Ludvíka. V roce 1908 byl jmenován rytířem Řádu zlatého rouna.

## Životopis

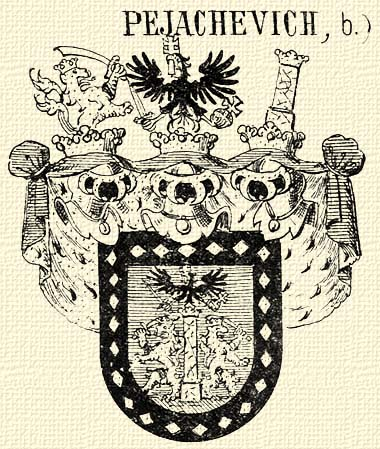
Erb rodu Pejacsevichů

Pocházel ze starého chorvatského šlechtického rodu Pejačevićů povýšeného v roce 1772 do hraběcího stavu, narodil se jako druhorozený syn chorvatského politika Petra Pejačeviće (1804–1887), ministra uherské vlády. Matka Františka (1804–1875) pocházela z rodu Esterházyů. Ladislav vstoupil jako dobrovolník do armády a zúčastnil se bojů proti maďarským povstalcům, v roce 1850 byl již poručíkem u 1. dragounského pluku. Po uzavření manželství armádu opustil, mimo aktivní službu byl ale později povýšen na majora. Později působil u císařského dvora, v roce 1877 byl jmenován c. k. tajným radou s nárokem na oslovení Excelence a v letech 1881–1896 zastával funkci nejvyššího hofmistra arcivévody Karla Ludvíka, mladšího bratra Františka Josefa. Po úmrtí Karla Ludvíka pak zastával post nejvyššího hofmistra u jeho dcery arcivévodkyně Marie Annunziaty, abatyše Tereziánského ústavu šlechtičen v Praze (1896–1900). Jako vlastník fideikomisu získal také dědičné členství v uherské Sněmovně magnátů.
Byl majitelem několika velkostatků, hlavním rodovým sídlem byl zámek Retfalu (dnes součást Osijeka) z přelomu 18. a 19. století. Další majetky vlastnil v dnešním Srbsku (Ruma). Protože zemřel bez mužského potomstva, statky přešly po jeho smrti na spřízněnou rodinu Clary-Aldringenů, která je po rozpadu monarchie prodala (1919). Ladislaus se mimo jiné uplatnil jako amatérský malíř, jeho tvorbu pedagogicky ovlivnil Franz Alt.
Za zásluhy byl nositelem velkokříže Leopoldova řádu (1896) rytířského kříže uherského Řádu sv. Štěpána (1878), vzhledem ke svému dlouholetému působení u dvora obdržel několik ocenění také od zahraničních panovníků. Byl nositelem ruského Řádu sv. Anny a Řádu sv. Stanislava, pruského Řádu červené orlice, Řádu pruské koruny, nositelem velkokříže španělského Řádu Isabely Katolické, saského Albrechtova řádu a württemberského Fridrichova řádu. Při příležitosti 80. narozenin byl jmenován rytířem Řádu zlatého rouna (1908).

## Rodina
V roce 1857 se ve Vídni oženil s hraběnkou Marií Terezií Černínovou z Chudenic (1829–1916), dcerou Evžena Karla Černína. Marie Terezie se později stala c. k. palácovou dámou a dámou Řádu hvězdového kříže. Z manželství se narodilo pět potomků, čtyři dcery a jeden syn zemřelý v dětství.
- 1. Františka Romana (1859–1938), c. k. palácová dáma, ∞ 1884 Manfred hrabě von Clary-Aldringen (1852–1928), rakouský ministerský předseda 1899, zemský prezident ve Slezsku 1896–1898, místodržitel ve Štýrsku 1898–1918, c. k. tajný rada, komoří
- 2. Karolína Marie (1861–1927), c. k. palácová dáma, dáma Řádu hvězdového kříže, ∞ 1891 Rudolf hrabě Bellegarde (1862–1937), nejvyšší hofmistr arcivévodkyně Marie Valerie, c. k. plukovník, c. k. komoří
- 3. Nikolaus (1862–1863)
- 4. Marie Anna (1863–1901), jeptiška
- 5. Marie Terezie (1867–1953), c. k. palácová dáma, dáma Řádu hvězdového kříže, ∞ 1885 Julius hrabě von Seilern und Aspang (1858–1932), c. k. komoří, rytmistr

Jeho mladší bratr Nikolaus Pejacsevich (1833–1890) sloužil v armádě, od mládí vynikal jako důstojník jezdectva, byl vážně zraněn v bitvě u Hradce Králové a nakonec v hodnosti generála kavalerie zastával post velitele armádního sboru v Budapešti.